# Uranium-232
Uranium-232 (232 92 U, 232Bạn, U-232) là một đồng vị của urani. Nó có chu kỳ bán rã 68,9 năm và là sản phẩm phụ trong chu trình thorium. Nó đã được coi là một trở ngại cho sự phổ biến hạt nhân sử dụng 233 U làm vật liệu phân hạch, bởi vì bức xạ gamma cường độ cao phát ra từ 208 Tl (con gái của 232 U, được sản xuất tương đối nhanh) khiến 233 U bị nhiễm bẩn khó xử lý hơn.
Sản xuất 233 U (thông qua chiếu xạ neutron của 232 Th) luôn tạo ra một lượng nhỏ 232 U dưới dạng tạp chất, do các phản ứng ký sinh (n, 2n) trên chính uranium-233, hoặc trên protactinium-233, hoặc trên thorium-232:
232 Th (n, γ) 233 Th () 233 Pa (β−) 233 U (n, 2n) 232 U
232 Th (n, γ) 233 Th () 233 Pa (n, 2n) 232 Pa (β−) 232 U
232 Th (n, 2n) 232 Th () 231 Pa (n, γ) 232 Pa (β−) 232 U
Một kênh khác liên quan đến phản ứng bắt neutron trên một lượng nhỏ thorium-230, đây là một phần rất nhỏ của thorium tự nhiên do sự phân rã của uranium-238:
230 Th (n, γ) 231 Th () 231 Pa (n, γ) 232 Pa (β−) 232 U
Chuỗi phân rã 232 U nhanh chóng tạo ra các nguồn phát bức xạ gamma mạnh: [1]
232 U (α, 68,9 năm)
228 Th (α, 1,9 năm)
224 Ra (α, 3,6 ngày, 0,24 MeV) (từ thời điểm này trở đi, chuỗi phân rã giống hệt với 232 Th; thorium-232 tuy nhiên ít nguy hiểm hơn vì thời gian bán hủy cực kỳ dài khoảng 14 tỷ năm của nó có nghĩa là không có nhiều con gái nguy hiểm của nó tích tụ)
220 Rn (α, 55 giây, 0,54 MeV)
216 Po (α, 0,15 giây)
212 Pb (β−, 10,64 h)
212 Bi (α, 61 phút, 0,78 MeV)
208 Tl (, 3 phút, 2,6 MeV) (tỷ lệ phân nhánh 35,94%)
208 Pb (ổn định)
Điều này làm cho việc xử lý thủ công trong hộp găng tay chỉ có che chắn ánh sáng (như thường được thực hiện với plutonium) quá nguy hiểm, (ngoại trừ có thể trong một thời gian ngắn ngay sau khi tách uranium hóa học từ thorium-228, radium-224, radon-220, và polonium-216) và thay vào đó yêu cầu thao tác từ xa để chế tạo nhiên liệu.
Bất thường đối với một đồng vị với ngay cả số hàng loạt, 232 U có đáng kể sự hấp thụ neutron mặt cắt ngang cho phân hạch (neutron nhiệt 75  chuồng (b), tích phân cộng hưởng 380 b) cũng như để bắt neutron (nhiệt73 b, tích phân cộng hưởng280 b).